# Lokomotiva 423.0
Lokomotiva řady 423.0 je tendrová parní lokomotiva pro místní dráhy. Byla vyráběna v První českomoravské továrně na stroje v Praze (později ČKD) a v menších počtech i v Adamovských strojírnách a Škodových závodech pro Československé státní dráhy. Její výroba proběhla s přestávkami v letech 1921–1946 a celkem vzniklo 231 kusů. Po roce 1918, kdy většina místních tratí přešla pod státní dráhy, byly pod ČSD převedeny i lokomotivy, které sloužily v dopravě na lokálních tratích. Protože různorodý lokomotivní park se jevil z hlediska provozu a údržby ekonomicky nevýhodný, rozhodly se jej státní dráhy sjednotit pořízením nových lokomotiv řady 423.0, kterými by starší stroje nahradily. Jednalo se o lokomotivy nové konstrukce, vycházející ze starší řady 422.0 a dalších typů. Byly určeny k dopravní obsluze místních tratí s lehkým železničním svrškem a zajišťovaly zde jak nákladní, tak i osobní dopravu. 
Pro svou nenáročnou obsluhu i spolehlivost byly lokomotivy v provozu velmi oblíbené a získaly přezdívku „Velký bejček“. Na mnoha vedlejších tratích sloužily po desítky let; větší odstavování nastalo až v šedesátých letech s nástupem lokomotiv motorových a s úbytkem výkonů. Poslední lokomotivy byly vyřazeny okolo roku 1980. Několik kusů však zůstalo zachováno. Jsou vedeny jako muzejní; čtyři z nich jsou i provozuschopné a jsou používány při jízdách historických vlaků.

## Vznik, vývoj a výroba

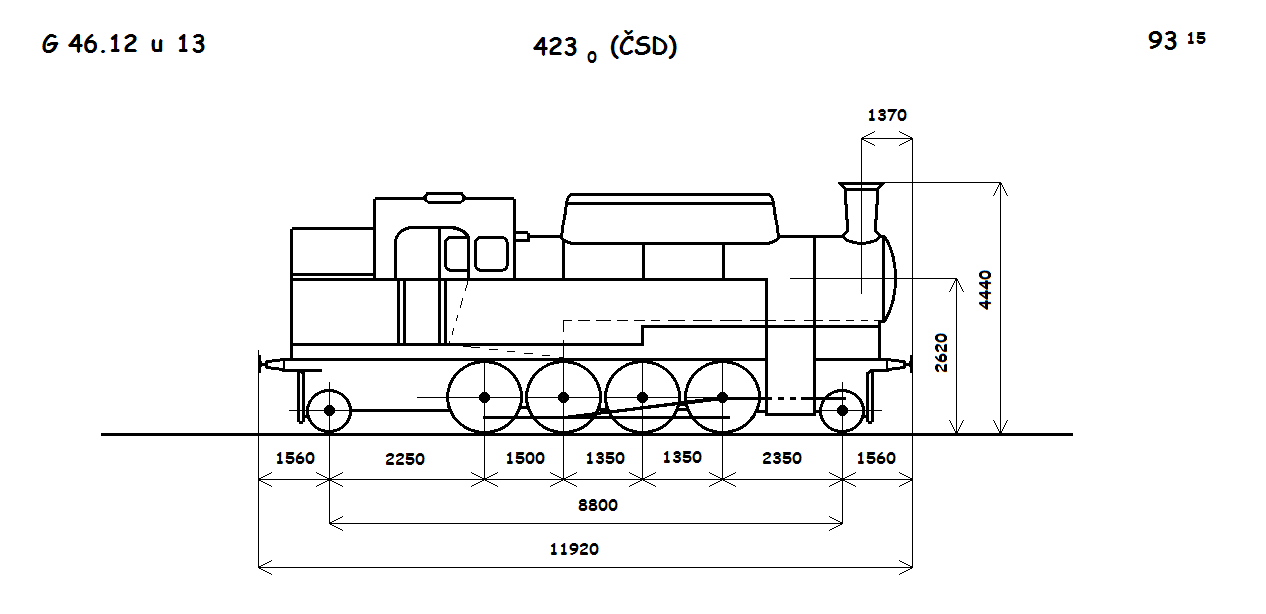
Schéma řady 423.0

Nově vzniklé Československé státní dráhy (ČSD) po roce 1918 zdědily původem rakouské lokomotivy mnoha typů. Na hlavních tratích byla velká rozmanitost lokomotiv řešena nejprve objednáním nových lokomotiv řady 365.0, které později doplnily výkonné lokomotivy řady 387.0 („Mikádo“). Také vedlejší tratě se dočkaly obnovy lokomotivního parku. Začátkem dvacátých let přišel návrh na konstrukci zcela nové lokomotivy, která pak nahradila širokou paletu starších strojů. Vývoj a výroba byly zadány První českomoravské továrně na stroje v Praze (PČM). Konstrukce nové lokomotivy navazovala na stávající řadu 422.0, některé prvky byly inspirovány také lokomotivní řadou 524.1 a dalšími typy. První dodávka v počtu čtyř lokomotiv se uskutečnila v roce 1921 a po zkouškách výroba pokračovala. V období od ledna do června 1922 státní dráhy převzaly 26 kusů těchto lokomotiv. Za jednu lokomotivu zaplatily, v závislosti na provedení stroje, 1 210 000 až 1 491 000 korun. Lokomotivy čísel 11–20 byly vybaveny malotrubným přehřívačem páry. V roce 1922 proběhly na trati z Prahy do Dobříše zkoušky, během kterých se porovnávaly vlastnosti nových strojů s vlastnostmi lokomotiv na mokrou páru. Stroj na přehřátou páru se jevil jako výkonnější i úspornější. Dodatečně byly proto i první vyrobené lokomotivy rekonstruovány pro provoz na přehřátou páru.
Na základě poznatků z prvních let provozu došlo k drobným změnám v konstrukci a roku 1924 vyrobila Českomoravská-Kolben (původně První českomoravská) další třináctikusovou sérii lokomotiv. Mimo nich byly další stroje stavěny i v Adamovských strojírnách (mezi lety 1924–29 vyrobily 29 kusů). ČSD tehdy výrobu zadávaly podle volných kapacit výrobců, a tak často vznikaly v jedné továrně pouze malé série. Malý počet osmi exemplářů v originálním zeleném nátěru vznikl také ve Škodových závodech v Plzni; později ale byly lokomotivy opět vyráběny v režii podniku nyní již pod novým názvem ČKD. Výroba pokračovala až do roku 1938, kdy se počet strojů zastavil na čísle 160. Poté dostala přednost zbrojní výroba a výroba větších lokomotiv. Ještě v letech 1943–1944 ale lokomotivka postavila sérii deseti kusů čísel 161–170, které dodala tehdy existujícím Českomoravským drahám (BMB-ČMD).
Přestože od zahájení výroby uplynulo už čtvrtstoletí, i po druhé světové válce zájem o tyto výkonné a spolehlivé lokomotivy neopadl a roku 1945 přichází další objednávka na šedesátikusovou sérii s předpokladem dodání následující rok. Z iniciativy výrobce ji doplnila ještě lokomotiva čísla 423.0171, kterou podnik věnoval zcela zdarma válkou zničenému Slovensku. Termíny se podařilo splnit a od dubna 1946 přicházely do provozu i další lokomotivy; poslední lokomotivu čísla 231 dráhy převzaly 27. ledna 1947. Ačkoliv bylo původně objednáno 120 kusů lokomotiv, druhá polovina série byla již vyrobena v pozměněném provedení a označena novou řadou 433.0. Tím tedy výroba lokomotiv řady 423.0 skončila.

## Technický popis

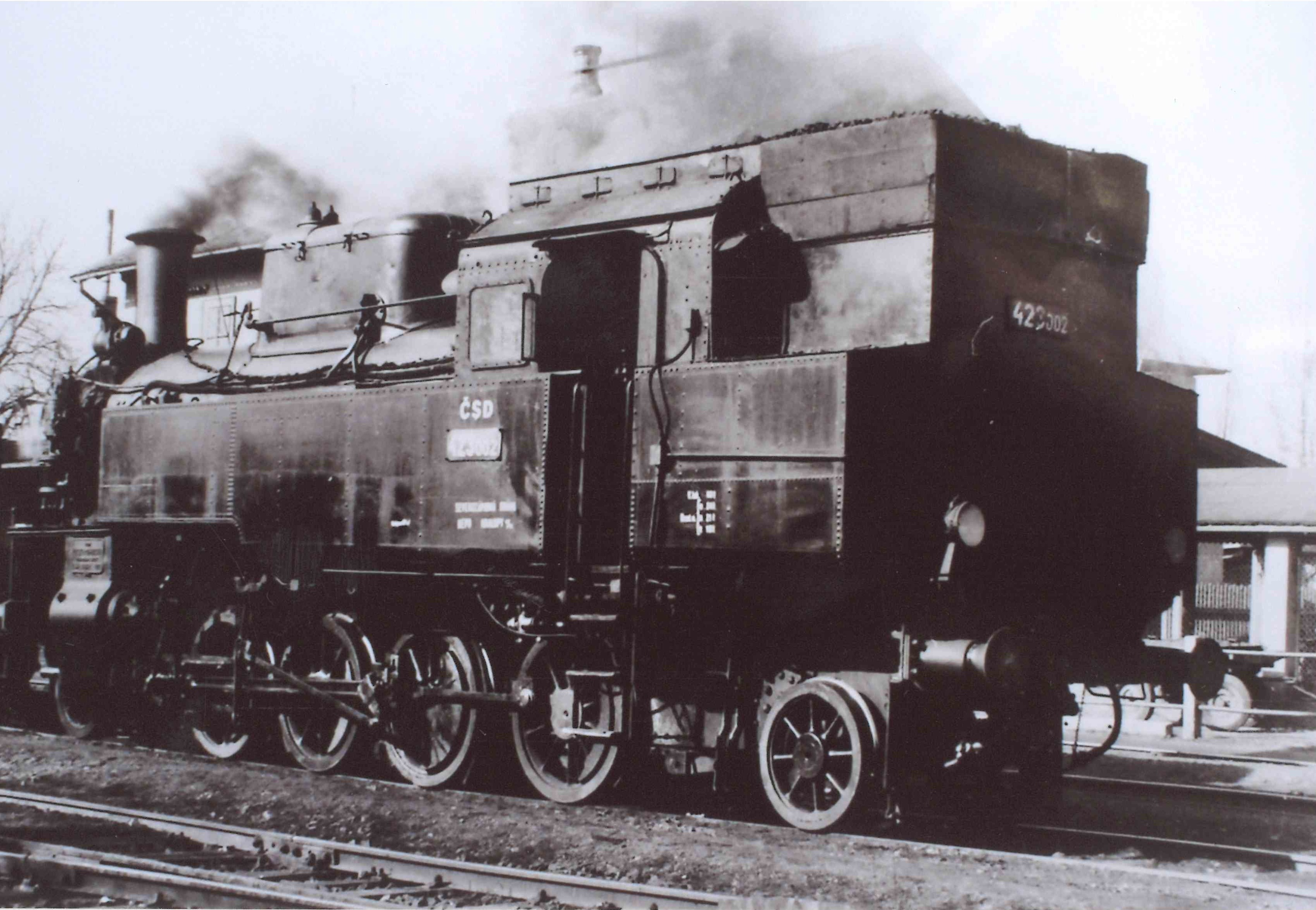
Pohled ze strany tendru

Jde o tendrovou lokomotivu se čtyřmi spřaženými dvojkolími (z nichž hnacím je třetí dvojkolí), které doplňují dvě dvojkolí běžná (běhouny) tzv. Adamsova typu s výkyvem ±58mm. Prvních třicet lokomotiv mělo spřažená dvojkolí pevně uložená v rámu a průjezd oblouky usnadněn okolky druhého spřaženého a hnacího (třetího) dvojkolí ztenčenými o 13 mm; od č. 171 je pojezd výrazně upraven (příčný posuv druhého spřaženého dvojkolí o ±23 mm, současně jsou zeslabeny okolky hnacího dvojkolí o 13 mm. Přední i zadní běhoun tvoří se sousedním spřaženým dvojkolím podvozek Krauss-Helmholtz. Tím se původní pevný rozvor snížil ze 4200 mm na pouhých 1400 mm a lokomotiva může projíždět oblouky o poloměru jen 100 m (původně, s Adamsovými běhouny, projížděla oblouky s nejmenším poloměrem 130 m). U lokomotiv čísel 202–211 nemá pístní tyč přední vedení, od č. 212 je dosazen vzduchový servomotor reverzace.
Parní stroj je dvojčitý, válce mají průměr 480 mm při zdvihu pístů 570 mm; rozvod je typu Heusinger. Ležatý kotel je uložen s podélnou osou 2 620 mm nad temenem kolejnice a dýmnice má kulatá dvířka. Nejvyšší tlak páry v kotli je 13 barů, u posledních lokomotiv zvýšený na 15 barů. Nechyběl ani mazací lis k mazání parního stroje a pulsometr pro doplnění vody do kotle. Vlivem nízkých parních dómů se při změkčování vody v kotli často objevil problém – strhávání vody do parních válců. Do inventárního č. 30 měly stroje baňatý komín s jiskrojemem, později byl nahrazen litinovým válcovým, komínem s korunkou. Vodojemy se nacházejí po stranách kotle; zásoby uhlí jsou uloženy v uhláku na konci rámu, za budkou obsluhy. I její tvar se v průběhu výroby měnil – od čísla 066 byla zmenšena, následně i prošla zešikmením na bocích. V budce se nacházel registrační rychloměr Haushälter (později, zejména od padesátých let, nahrazen novějšími typy). Osvětlení bylo původně acetylenové, opět od lokomotivy čísla 066 už změněné na elektrické. Řada později aplikovaných změn vyústila až ve vznik nové řady 433.0, mimo jiné s konstrukční rychlostí zvýšenou na 60 km/h.

## Provoz

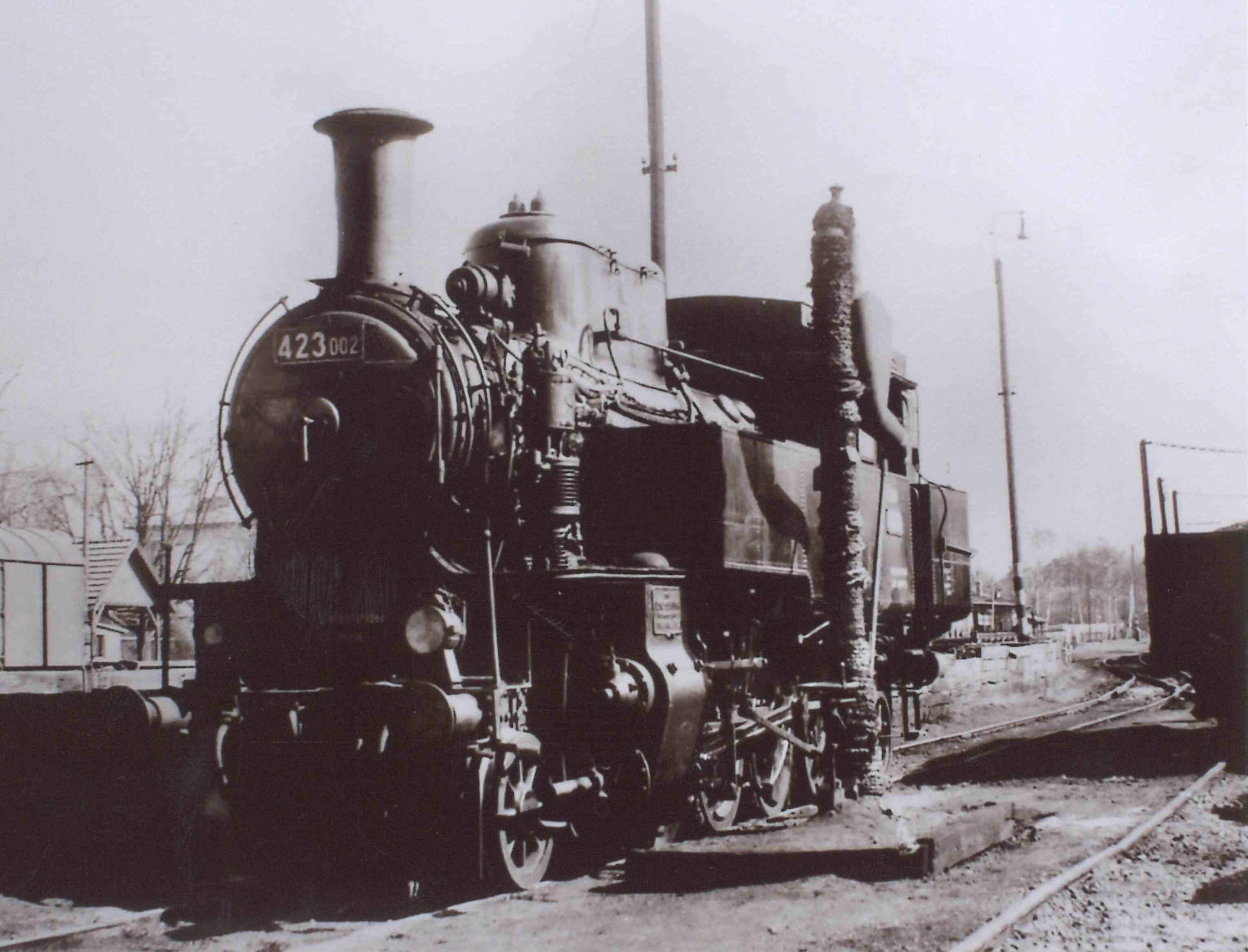
Lokomotiva 423.002 v době pravidelného provozu v Brandýse nad Labem

Již po zavedení do provozu se staly stroje řady 423.0 významnou posilou na lokálních drahách a díky nim bylo možné vyřadit některé staré typy rakouských lokomotiv, často pocházejících ještě z 19. století. Osvědčená konstrukce ve spojení s uspořádáním 1´D 1´ a vhodným rozložením hmotnosti učinila z lokomotiv řady 423.0 oblíbené, spolehlivé stroje. Byly to lokomotivy univerzální, ale vzrůstající provoz motorových vozů ve třicátých letech je odsunul spíše do oblasti nákladní vozby. Nebylo však výjimkou spatřit tyto lokomotivy v osobní dopravě ještě po roce 1960. Vzhledem k velkému počtu dodaných strojů v průběhu let sloužily na mnoha místních drahách také na Slovensku.
Mezi lety 1938–1945 musely ČSD své stroje předat německým říšským drahám a také přechodně existujícím Českomoravským drahám. Devět lokomotiv původem ze Slovenska získaly též maďarské MÁV.

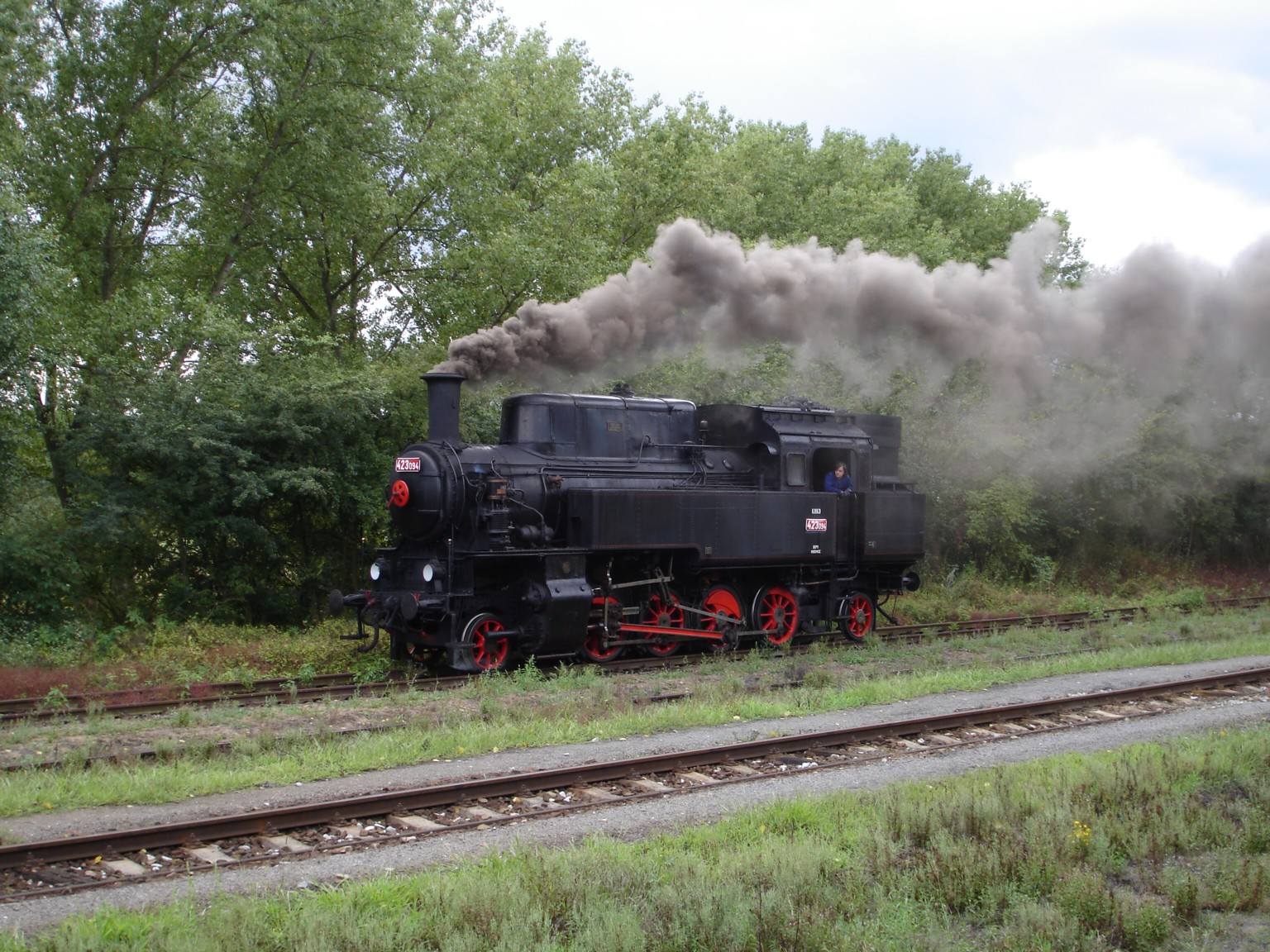
Jedoucí lokomotiva řady 423.0

Po válce se stroje vrátily do provozu v obnoveném Československu a sloužily stále na stejných výkonech, zastoupených především nákladní dopravou na vedlejších tratích. Od šedesátých let začalo pozvolné vyřazování, zejména nejstarších lokomotiv. Postupující motorizace přinesla odstavení dalších strojů a na sklonku provozu již lokomotivy zůstaly jen na několika málo tratích, kde nasazení motorových lokomotiv bylo omezeno jejich nižší spolehlivostí (např. řada T 444.0). Příkladem může být sklonově náročná trať z Velkého Března do Lovečkovic a Úštěka, kde na sklonu až 40 promile stroje řady 423.0 vykazovaly lepší výsledky, než motorové lokomotivy. Díky tomu zde sloužily téměř až do zastavení provozu v roce 1978. Poslední stroje dosluhovaly na místních výkonech, jako byly pracovní vlaky, posun v depech, nebo vytápění parou v zimním období. Některé stroje také sloužily v provozu na průmyslových vlečkách, kam byly odprodány. Jako poslední zrušená lokomotiva této řady je vedena břeclavská 423.086. Byla odstavena na jaře 1980. Krátce zůstala v provozu ještě lokomotiva 423.041  v Ostravě. Nebyla ale zrušena, natož rovnou převedena do stavu historického vozidla.

## Zachované lokomotivy
I přes celkový počet 231 vyrobených kusů se do současnosti zachovalo pouze pět lokomotiv, a to výhradně v České republice. Čtyři z nich jsou provozuschopné a uplatňují se při vedení historických vlaků, nebo také při filmování.

### 423.001
Jedinou neprovozní je nejstarší lokomotiva 423.001 z roku 1921, předaná po odstavení z provozu roku 1970 Národnímu technickému muzeu. Byla uvedena do vystavovatelného stavu a je v depozitáři muzea Českých drah v Lužné u Rakovníka.

### 423.009

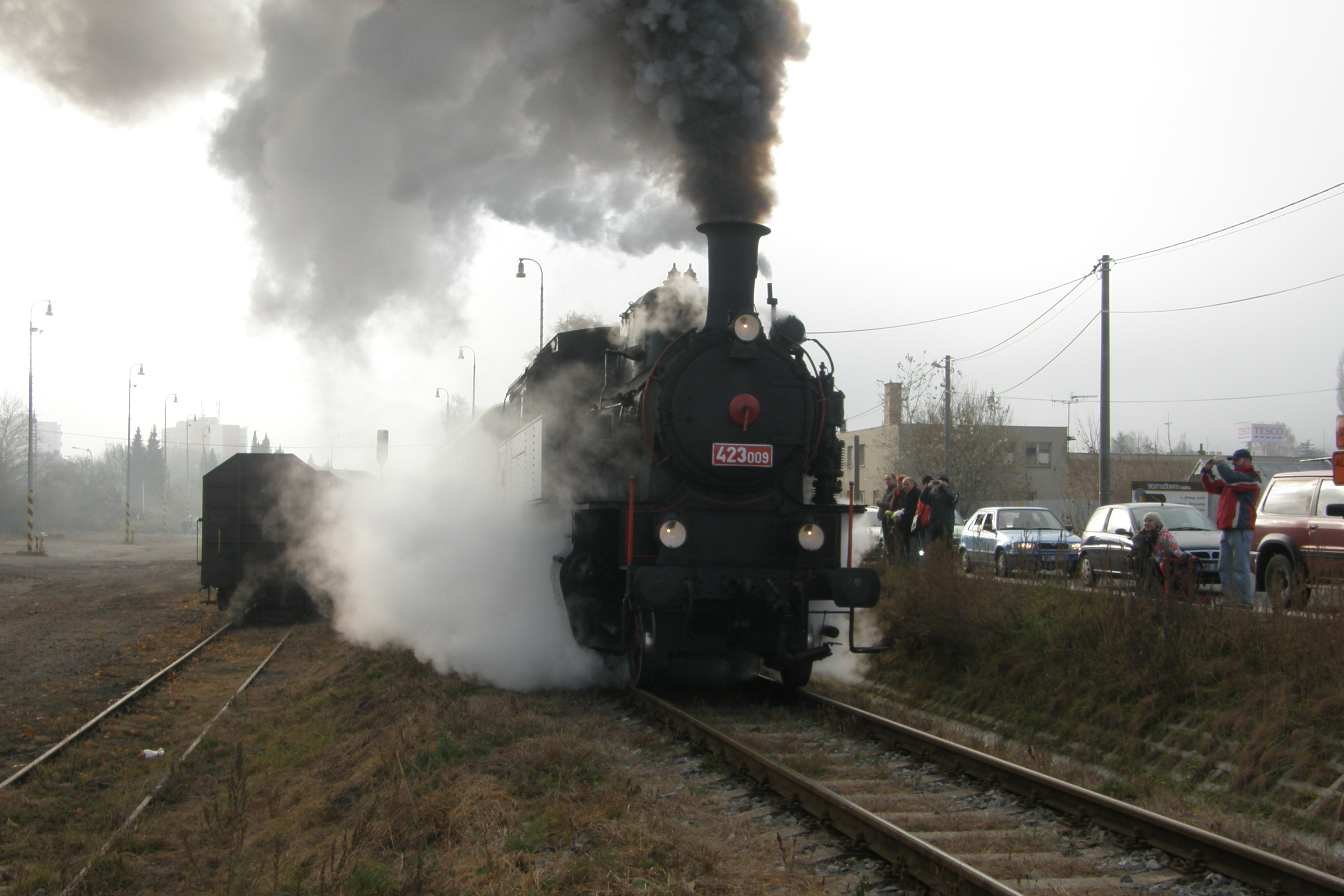
Stroj 423.009 na historickém vlaku

Nejstarším provozuschopným strojem je lokomotiva inventárního čísla 009 vyrobená v roce 1922. U ČSD byl vyřazena taktéž roku 1970, aby byla následně prodána pískovně v Provodíně u České Lípy. Tam ještě sloužila ve vlečkovém provozu. Po roce 1980 byl získána zpět k ČSD a v nymburském depu začaly práce na její opravě ve spolupráci s některými pracovníky Výzkumného ústavu železničního (VÚŽ) z jeho základny v Cerhenicích. Následně se lokomotiva stala i majetkem VÚŽ a ve vlastnictví tohoto subjektu je do současnosti. Pečuje o ni železniční klub Letohrad.

### 423.041
Lokomotiva 423.041 je jedinou své řady, která nikdy nebyla oficiálně zrušena – dosloužila počátkem osmdesátých let v Ostravě jako poslední provozní exemplář řady 423.0 a poté došlo k jejímu převedení do sbírek historických vozidel. Po roce 1993 se stala majetkem Českých drah a v Ostravě byla udržována až do roku 2007, kdy byla se vznikem společnosti ČD Cargo přesunuta do depa ve Frýdku-Místku. Odtud putovala o osm let později do Brna, aby následně v roce 2016 zakotvila v Českých Budějovicích, kde zůstala jeden rok, po vyvazovací opravě v Lužné u Rakovníka našla dočasný domov v Praze-Vršovicích. Kvůli odstavení lokomotivy 433.002 zvané Matěj, která po propadlé revizi kotle podporuje do depozitáře NTM v Chomutově, se 423.041 přesune do Valašského Meziříčí a nahradí tak Matěje.

### 423.094
Stejně jako lokomotiva čísla 009, i stroj 094 byl pro nepotřebnost odprodán Pískovnám Provodín, a to již v roce 1967. Jezdil zde až do roku 1982 a odtud jej získal Klub historie kolejové dopravy Praha (KHKD). Ten následně roku 1991 přistavil lokomotivu k opravě, provedené v ještě fungujících ŽOS České Velenice. O dva roky později oprava skončila a stroj byl prohlášen za provozuschopný. Do současnosti je provozována stejnou společností pod změněným názvem Herkules KHKD.

### 423.0145

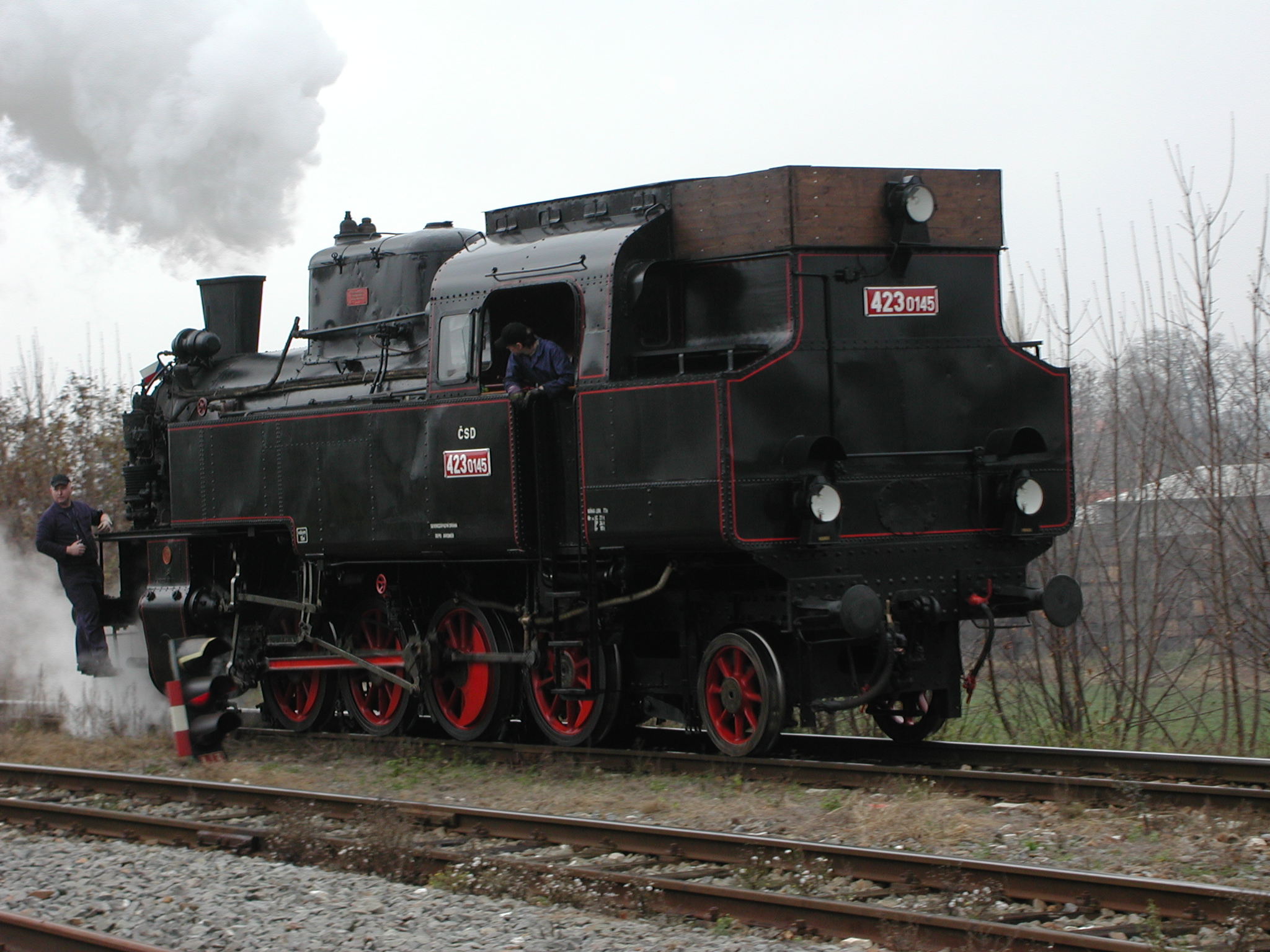
Lokomotiva 423.0145 na nádraží ve Všestarech

Poslední dochovanou je lokomotiva čísla 145. Vyřazena byla v roce 1978 a původně se měla stát součástí připravovaného železničního skanzenu v České Třebové. Nakonec byla o čtyři roky později předána do opatrovnictví pobočce vědeckotechnické společnosti v Mladé Boleslavi. Roku 2002 byla odvezena do muzea výtopny Jaroměř, kde začaly práce na jejím zprovoznění. Po téměř pěti letech práce lokomotiva poprvé vyjela v roce 2007 a stala se tak dalším provozním exponátem na následujících deset let. V současné době je neprovozní a patří soukromému majiteli.

## Galerie

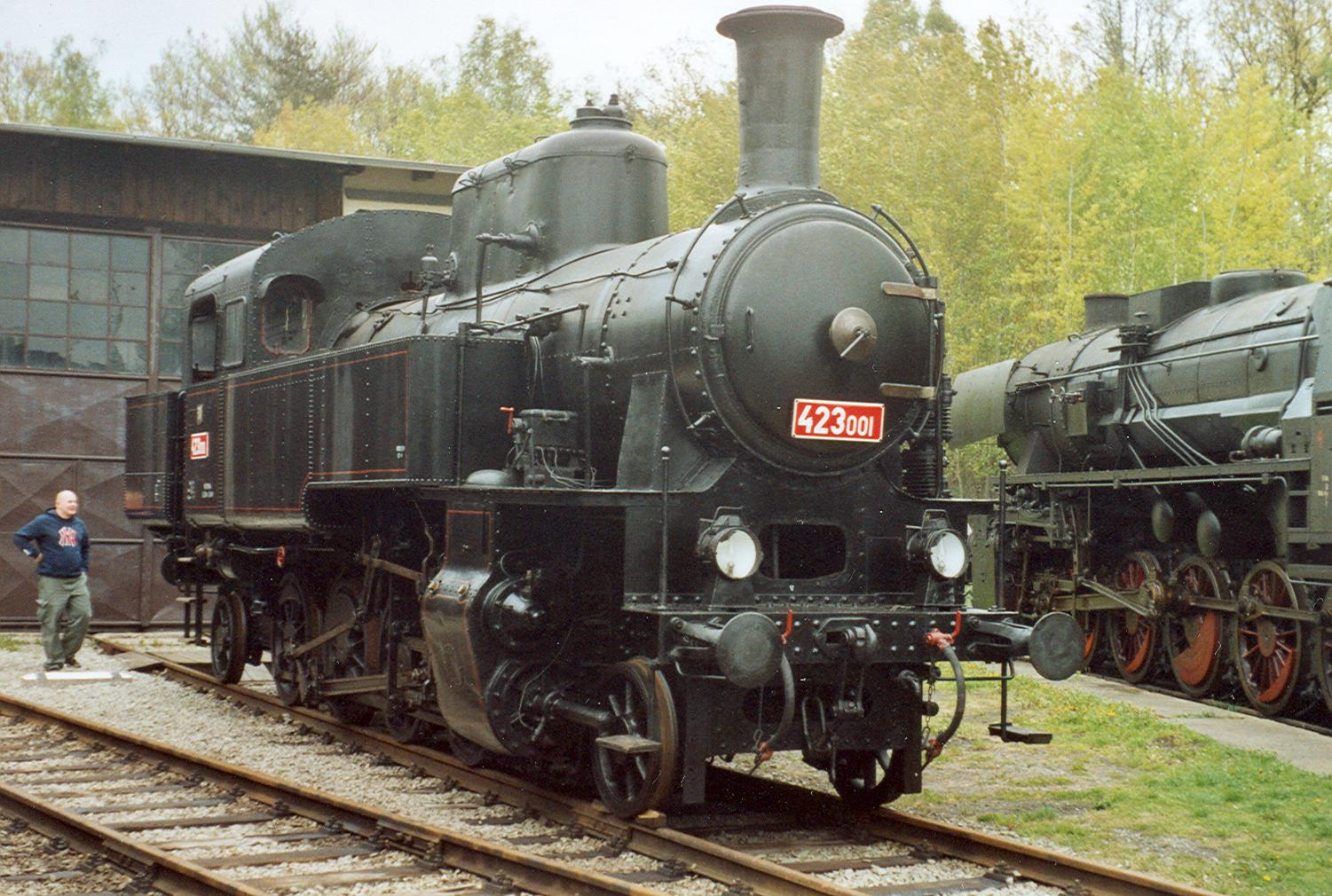
Stroj 423.001 v muzeu ČD v Lužné u Rakovníka
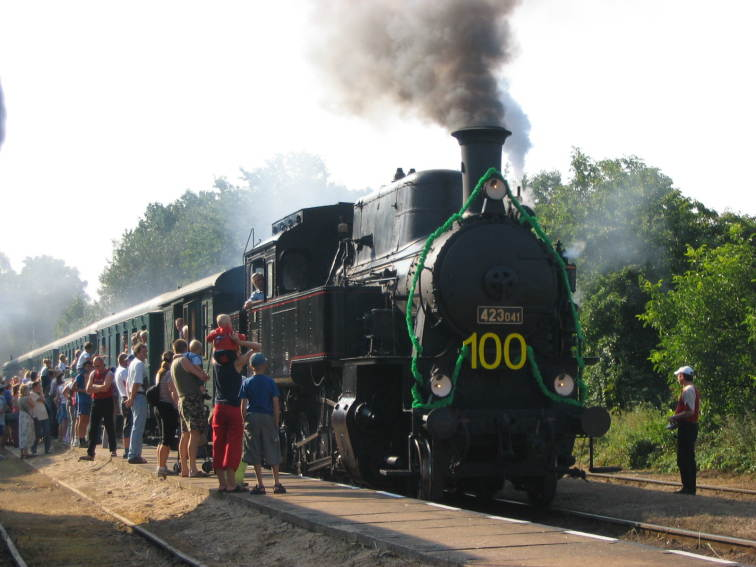
Lokomotiva 423.041 v čele zvláštního vlaku
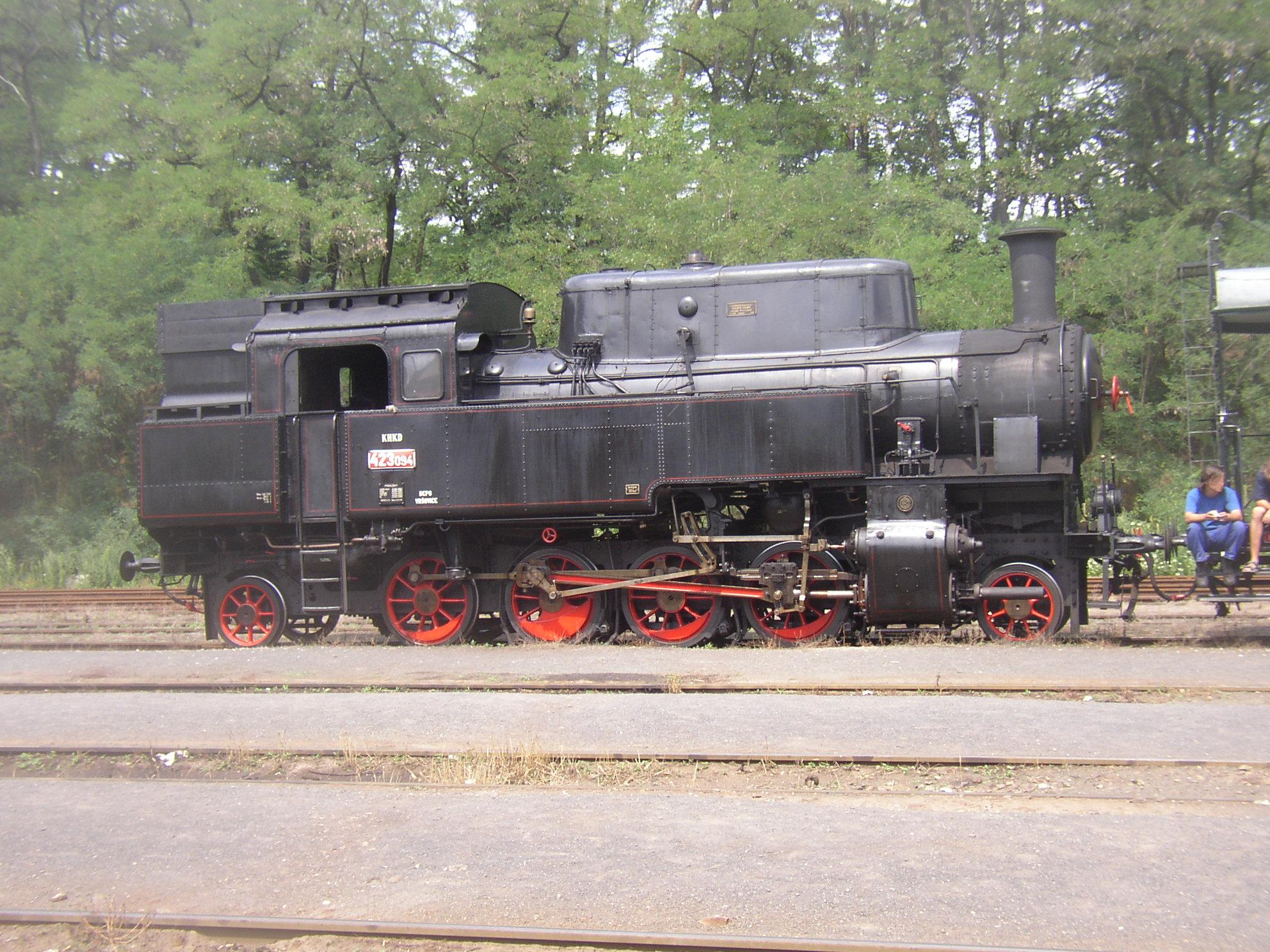
Boční pohled na stroj 423.094
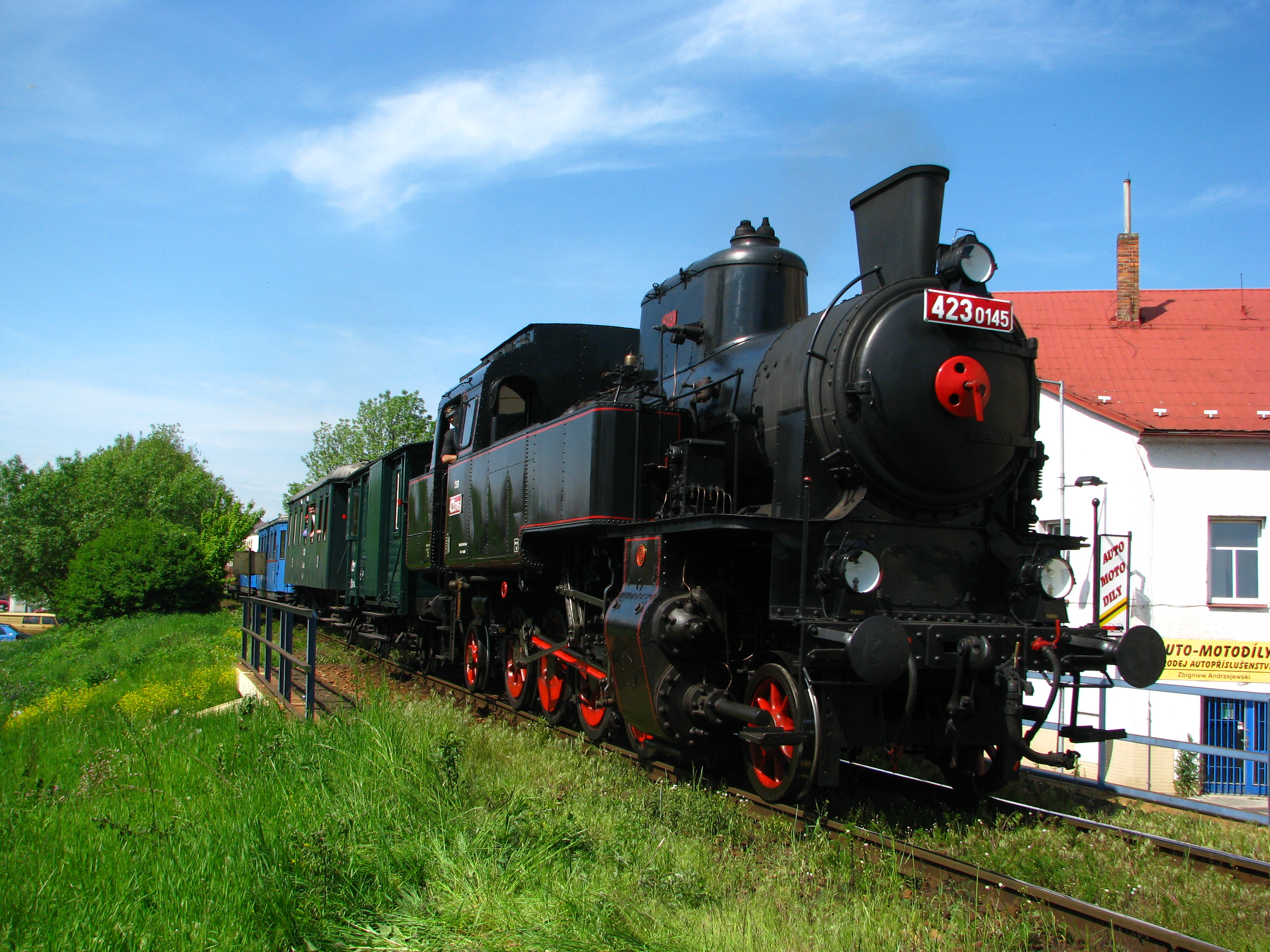
Lokomotiva 423.0145 v Náchodě